# Alfabeto rómico
El alfabéto rómico es un alfabeto fonético propuesto por Henry Sweet como reforma para la escritura del inglés. Sirvió como base para elaborar el Alfabeto Fonético Internacional de Paul Passy. Se caracteriza porque las letras representan los mismos sonidos que en latín (o en inglés antiguo) en lugar de los múltiples sonidos que cada letra tiene en inglés actual, que cada sonido tiene un símbolo propio y cada símbolo representa un único sonido, y además no existen las mayúsculas. Para representar los sonidos propios del inglés, Sweet utilizó letras vueltas del revés (ə, ɔ), letras en cursiva o letras prestadas del antiguo anglosajón (æ, ð) o del griego (θ).

## Consonantes pulmonicas
|                         | Labial | Labio-dental | Dental | Alveolar | Postalveolar | Palatal | Velar  | Labializada velar | Faríngea | Glotal |
| ----------------------- | ------ | ------------ | ------ | -------- | ------------ | ------- | ------ | ----------------- | -------- | ------ |
| Nasal                   | mh · m |              |        | nh · n   |              | ñh · ñ  | ŋh · ŋ |                   |          |        |
| oclusiva                | p · b  |              |        | t · d    |              | c · ɟ   | k · g  |                   |          | (ʼ)?   |
| Fricativa / aproximante | ϕ · β  | f · v        | þ · ð  | s · z    | ʃ · ʒ        | ç · j   | x · ᵹ  | ʍ · w             | ɹh · ɹ   | h ·    |
| Lateral                 |        |              |        | lh · l   |              | λh · λ  | ꞁh · ꞁ |                   |          |        |
| rótica                  |        |              |        | rh · r   |              |         |        |                   |          |        |

## Vocales
|       | Anterior | Central | Posterior |
| ----- | -------- | ------- | --------- |
| alta  | i · y    | ï · ü   | ʌ · u     |
| media | e · ə    | ë · ö   | a· o      |
| baja  | æ · œ    | ä · ɔ̈   | ɐ · ɔ     |